# Zhan Guo Ce
El Zhan Guo Ce (xinès tradicional: 戰國策, xinès simplificat: 战国策, pinyin: Zhàn Guó Cè; wade-giles: Chan-kuo Ts'e; literalment: Estratègies dels Regnes Combatents) és un famós text històric xinès i una compilació de materials esporàdics dels Regnes Combatents compilat entre els segles iii i I aEC. És un text important dels Regnes Combatents, ja que relata les estratègies i punts de vista polítics de l'Escola de Diplomàcia i revela les característiques històriques i socials de l'època.